# Hans Martin Pippart
Hans Martin Pippart (ur. 14 maja 1888, zm. 11 sierpnia 1918) – as lotnictwa niemieckiego Luftstreitkräfte z 22 potwierdzonymi zwycięstwami w I wojnie światowej, dowódca Jasta 19. Należał do grona Balloon Buster.

## Życiorys
Służbę wojskową rozpoczął na ochotnika w sierpniu 1914. Posiadał licencję pilota uzyskaną przed wojną, więc został przydzielony jako instruktor do Fliegerersatz Abteilung Nr. 3 w Griesheim (Hesja) koło Darmstadt. Po wielu próbach udało mu się 1 lutego 1916 roku uzyskać przydział do jednostki liniowej FAA220, operującej na froncie wschodnim. 21 listopada został promowany na podporucznika, a 18 kwietnia 1917 został przeniesiony do wydzielonej z FAA220 jednostki bojowej Kampfstaffel 1. Już 25 maja odniósł swoje pierwsze zwycięstwo powietrzne nad samolotem Farman. Po odniesieniu sześciu zwycięstw w Galicji w grudniu 1917 został przeniesiony na front zachodni i przydzielony do eskadry myśliwskiej Jasta 13 operującej nad terytorium Francji. W eskadrze służył do 18 kwietnia 1918 odnosząc kolejne cztery zwycięstwa. Miał na swoim koncie 10 zwycięstw, w tym 6 nad balonami obserwacyjnymi.
18 kwietnia powierzono mu dowództwo nad eskadrą myśliwską Jasta 19. Obowiązki te pełnił z trzytygodniową przerwą na urlop do dnia śmierci 11 sierpnia 1918. W jednostce tej odniósł 12 zwycięstw. Następcą Pipparta na stanowisku dowódcy Jasta 19 został Ulrich Neckel.
Hans Martin Pippart zginął wyskakując z uszkodzonego w walce i spadającego Fokkera. Jego spadochron nie otworzył się. Został pochowany w rodzinnym Mannheim.

## Odznaczenia
- Krzyż Żelazny I Klasy
- Krzyż Żelazny II Klasy